# Brand New Eyes
Brand New Eyes (tytuł stylizowany na okładce jako brand new eyes) – trzeci album studyjny zespołu Paramore, nagrany w Hidden Hills w Kalifornii w styczniu, lutym i marcu 2009 roku. Producentem jest Rob Cavallo.
Pierwszy singel z płyty to „Ignorance”, który premierę w sieci miał 7 czerwca. Tego samego dnia album pojawił się w przedsprzedaży na paramore.net. Drugim singlem jest piosenka „Brick by Boring Brick”, zaś trzecim „The Only Exception”.
Dostępne są dwie wersje albumu: standardowa edycja CD oraz limitowana, licząca 15 000 kopii, która zawiera m.in. album na CD, 40-stronicowy notatnik z tekstami piosenek, winyl 7" z dwiema akustycznymi piosenkami („Ignorance” i „Where the Lines Overlap”) oraz DVD z making-of. Premiera albumu odbyła się 29 września 2009 roku.
Tytuł Brand New Eyes oznacza „postrzegać wszystko z zupełnie nowej perspektywy” i pochodzi z piosenki, która nie znalazła się na płycie. Oficjalnie jest pisany małymi literami, co według wokalistki wynika z jej nawyku pisania na komputerze w taki właśnie sposób.

## Lista utworów
1. „Careful”
2. „Ignorance”
3. „Playing God”
4. „Brick by Boring Brick”
5. „Turn It Off”
6. „The Only Exception”
7. „Feeling Sorry”
8. „Looking Up”
9. „Where the Lines Overlap”
10. „Misguided Ghosts”
11. „All I Wanted”
12. „Decode” (utwór dodatkowy)

Wszystkie piosenki zostały napisane przez Hayley Williams i Josha Farro z wyjątkiem „Playing God”, „Misguided Ghosts” i „Feeling Sorry”, które zostały napisane przez Hayley Williams, Josha Farro i Taylora Yorka, i „All I Wanted”, która została napisana przez Hayley Williams i Taylora Yorka.

## Certyfikaty i sprzedaż
| Kraj                         | Certyfikat      | Sprzedaż   |
| ---------------------------- | --------------- | ---------- |
| Argentyna (CAPIF)            | złota płyta     | 20 000+    |
| Australia (ARIA)             | platynowa płyta | 70 000+    |
| Brazylia (Pro-Música Brasil) | złota płyta     | 30 000+    |
| Irlandia (IRMA)              | złota płyta     | 7 500+     |
| Kanada (MC)                  | złota płyta     | 40 000+    |
| Nowa Zelandia (RMNZ)         | złota płyta     | 7 500+     |
| Stany Zjednoczone (RIAA)     | platynowa płyta | 1 000 000+ |
| Wielka Brytania (BPI)        | platynowa płyta | 300 000+   |